# Petite Rhue d'Eybes
La Petite Rhue d’Eybes, ou Rhue d’Eybes, est un ruisseau français du Massif central, qui coule dans le département du Cantal. C'est un affluent de rive gauche de la Petite Rhue et un sous-affluent de la Rhue.

## Géographie
La Petite Rhue d'Eybes prend sa source vers 1 460 mètres d’altitude dans les monts du Cantal, au cœur du parc naturel régional des volcans d'Auvergne, dans le département du Cantal, en région administrative Auvergne-Rhône-Alpes. L'endroit se trouve sur les pentes sud-est du suc Gros, sur la commune du Claux, au-dessus des bois de la Bragouse.
Elle arrose le village d’Eybes qui lui donne son nom. Elle passe sous la route départementale 262 à deux reprises et chute d'une hauteur de 16 mètres à la cascade de la Roche (ou du Pont de la Roche). Environ 600 mètres plus loin, elle rejoint la Petite Rhue en rive gauche, vers 929 mètres d'altitude, sur la commune de Cheylade, à proximité du château d'Escorolles.
La Petite Rhue est longue de 7,7 km.

### Communes et département traversés
Dans le département du Cantal, la Petite Rhue d'Eybes arrose deux communes, soit d'amont vers l'aval : Le Claux (source) et Cheylade (confluence avec la Petite Rhue).

### Environnement
Le cours d'eau et son bassin sont intégralement compris dans le parc naturel régional des volcans d'Auvergne.
Sur la commune du Claux, la partie de la Petite Rhue d'Eybes en amont du lieu-dit les Cougnis est concernée par la zone naturelle d'intérêt écologique, faunistique et floristique (ZNIEFF) des « Monts du Cantal »,.

### Bassin versant
Le bassin versant de la Petite Rhue d'Eybes est inclus dans la zone hydrographique « La Rhue de Cheylade de sa source au confluent de la Petite Rhue d'Eybes incluse » qui s'étend sur 38 km2. Ce bassin versant est constitué à 52,31 % de « forêts et milieux semi-naturels », à 46,31 % de « territoires agricoles », et à 1,66 % de « territoires artificialisés ».

## Affluents
Parmi les dix affluents de la Petite Rhue d'Eybes répertoriés par le Sandre, deux situés en rive gauche portent un nom :
- le ruisseau du Cros Chaumeil, 2,7 km[5] ;
- le ruisseau du Buge, 1,3 km[6].

Ces deux affluents ayant eux-mêmes chacun un affluent, le rang de Strahler de la Petite Rhue d'Eybes est de trois.

## Monuments ou sites remarquables à proximité
- À Cheylade :
  - la cascade de la Roche, en amont de son confluent avec la Petite Rhue ;
  - le château d'Escorolles des XVe et XVIIIe siècles[7].

## Galerie de photos

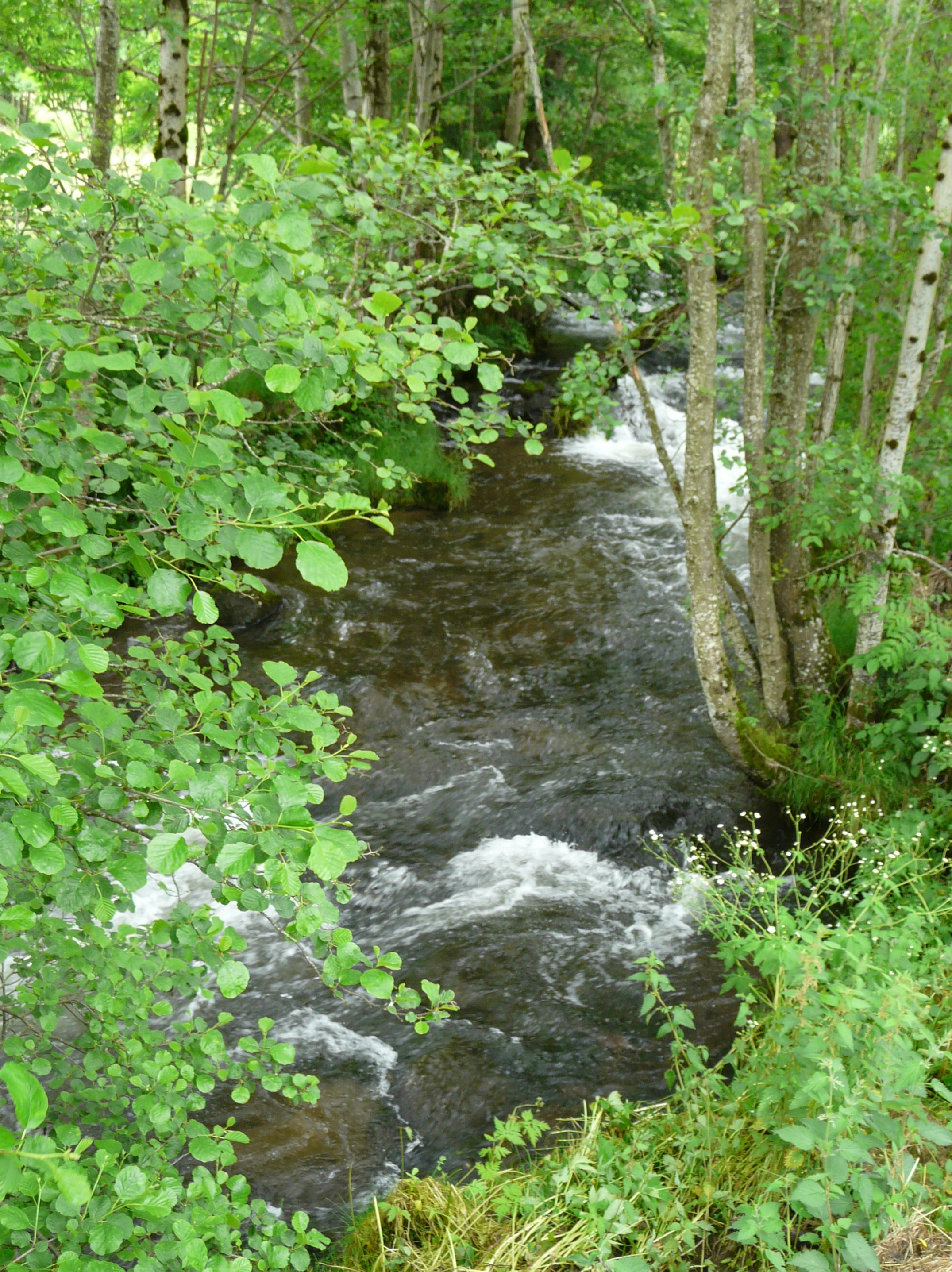
En amont du pont de la Roche.
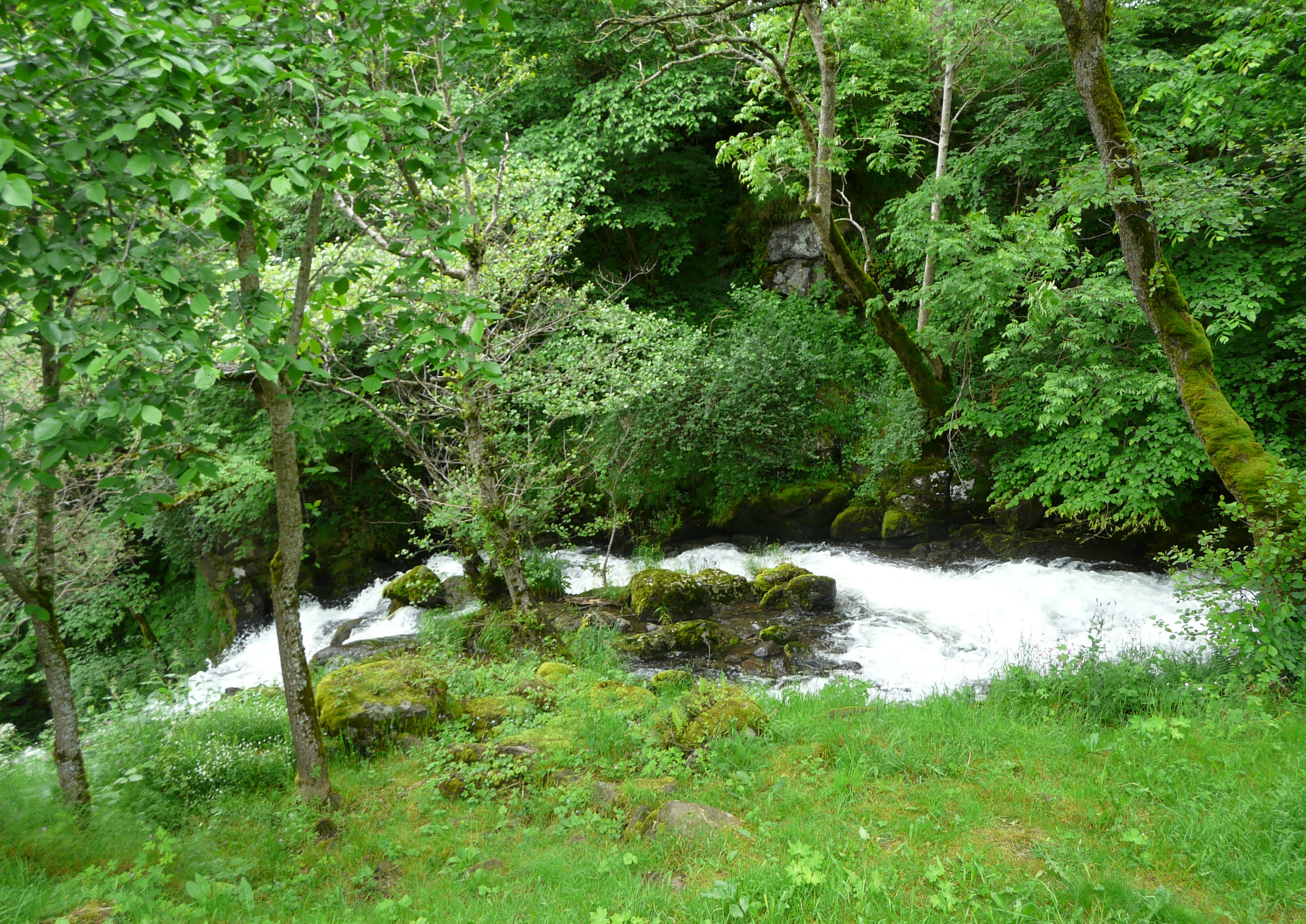
La partie supérieure de la cascade du Pont de la Roche.
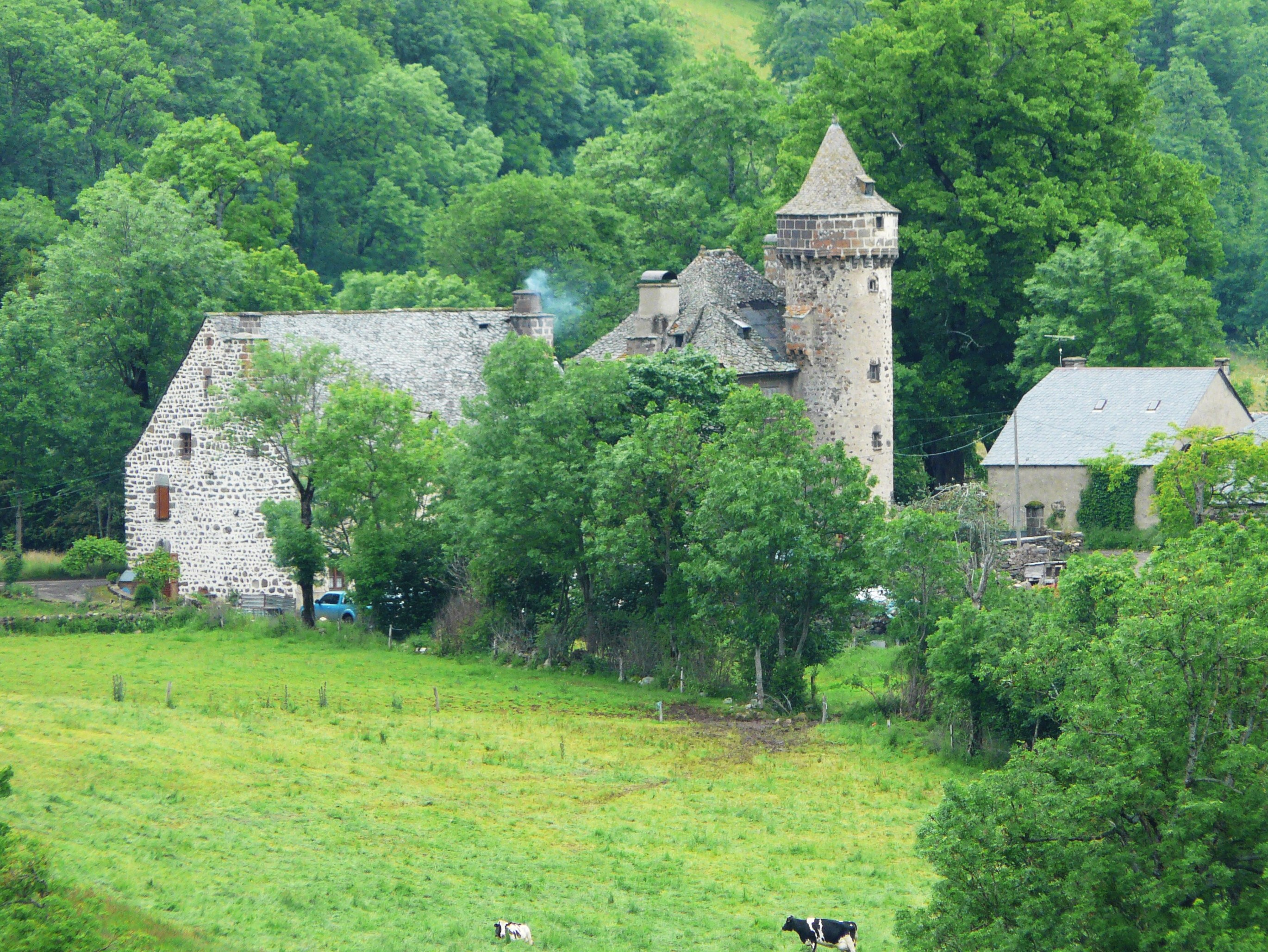
Le château d'Escorolles.